# Dominus (geslacht)
Dominus is een geslacht van slakken binnen de familie Strombidae. Dit geslacht is afgesplitst van Dolomena en omvat 3 soorten:
- Dominus labiosa (Wood, 1828)
- Dominus abbotti (Dekkers & Liverani, 2011)
- Dominus wienekei (Wiersma & D. Monsecour, 2012)